# Ewa Wieczorek

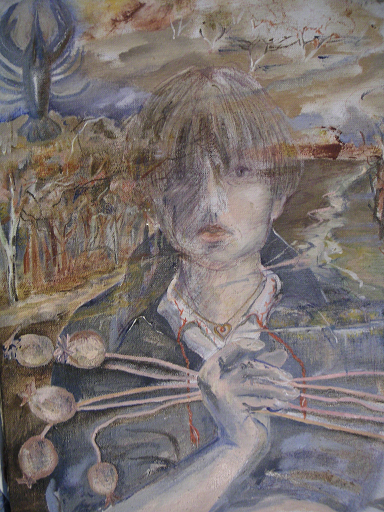
Ewa Wieczorek – autoportret – obraz olejny

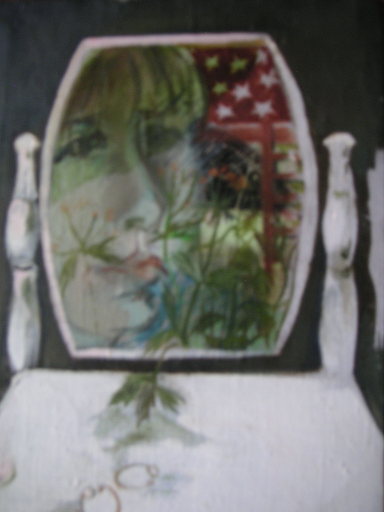
Ewa Wieczorek – autoportret – obraz olejny

Ewa Janina Wieczorek (ur. 14 lipca 1947 w Warszawie, zm. 14 października 2011 tamże) – polska artystka plastyk. 

## Życiorys
Córka Janusza Wieczorka (działacza państwowego i społecznego, wieloletniego szefa Urzędu Rady Ministrów) i Alicji z domu Ciesiołkiewicz.
Ukończyła VII Liceum Ogólnokształcące im. Juliusza Słowackiego w Warszawie. Studiowała w Akademii Sztuk Pięknych w Warszawie od 1966 roku na Wydziale Malarstwa i Wydziale Grafiki. Uzyskała wyróżnienie za rysunek na I roku studiów, a z malarstwa – na II, III, IV i V roku studiów.
Po zmianie nazwy wydziału studia ukończyła w 1972 roku w pracowni malarstwa prof. Aleksandra Kobzdeja na Wydziale Malarstwa. Tematem pracy dyplomowej z malarstwa był cykl kompozycji olejnych. Praca teoretyczna pisana pod kierunkiem prof. Ksawerego Piwockiego nosiła tytuł „Przedmiot poetycki w malarstwie”. Została ona oceniona przez promotora jako wyjątkowa. Studiowała także grafikę – jako specjalizację dodatkową u prof. Haliny Chrostowskiej, uzyskując wyróżnienie za prace graficzne na II, III, IV i V roku studiów, kończąc je aneksem do dyplomu z grafiki.
W 1972 roku uzyskała I nagrodę w konkursie zorganizowanym przez PKO na plakat o tematyce oszczędzania pt. „Pończocha”. Jurorem tego konkursu był prof. Henryk Tomaszewski. Jej profesorem był także Tadeusz Dominik.
Poliglotka – władała biegle angielskim, rosyjskim, francuskim, szwedzkim, włoskim, niemieckim i fińskim.
Jako artysta była wrażliwa nie tylko na piękno, ale także na krzywdę ludzi i zwierząt. Na miarę swoich możliwości niosła pomoc wszystkim potrzebującym.
Zmarła przedwcześnie w 2011 roku. Pochowana na Cmentarzu Wojskowym na Powązkach (w Alei Zasłużonych wraz z rodzicami; w pobliżu swoich wykładowców – prof. Kobzdeja i prof. Dominika, kwatera B 32 tuje, 9 grób).

## Twórczość
W jej dorobku artystycznym są grafiki, obrazy olejne, akwarele, plakaty, rysunki wykonane ołówkiem, piórkiem, piórkiem japońskim, pastele oraz biżuteria. Zajmowała się także grafiką książkową. Była autorką wielu okładek i ilustracji do książek oraz map turystycznych. Współpracowała m.in. z Państwowym Instytutem Wydawniczym oraz Państwowym Przedsiębiorstwem Wydawnictw Kartograficznych, Wydawnictwem "Sport i Turystyka", Pracowniami Sztuk Plastycznych (ilustrowała wiersze Lesława M. Bartelskiego "Dzieci Warszawy" wydane z okazji położenia kamienia węgielnego pod budowę Szpitala-Pomnika Centrum Zdrowia Dziecka).
Wystawiała – głównie grafikę – zarówno w Polsce, jak i za granicą, m.in. w Warszawie (Desa), Berlinie, Budapeszcie i Edynburgu (New ’57 Gallery). Zajmowała się również sztuką użytkową. Była autorką wielu unikatowych torebek damskich ze sznurka, ścinków oryginalnych materiałów tekstylnych oraz filcu. Wystawy jej autorskiej biżuterii (ze sznurka lnianego i kamienia polnego, głównie krzemienia) miała m.in. w Desie.

## Motywy krajobrazowe i krajoznawcze
Malowała abstrakcje, pejzaże, portrety. Szczególnie lubiła uwieczniać przyrodę – zwierzęta, drzewa, krzewy, kwiaty, rośliny, owoce, warzywa, a także chwasty. Pejzaże – to głównie Mazowsze, Warmia i Mazury, Tatry oraz Chorwacja. W twórczości Ewy Wieczorek można także odnaleźć motywy związane z motoryzacją. To efekt zainteresowania brata i bratanków starymi samochodami. Pod koniec życia artystka powróciła do pierwszych fascynacji naturą.

## Motywy rodzinne
Portretowała wyłącznie członków rodziny – rodziców (Janusza i Alicję), brata (Piotra), bratową (Beatę) i bratanków (Piotra juniora i Juliana). Na swoim koncie ma również kilka autoportretów wykonanych różnymi technikami. Twarz matki Ewy Wieczorek – Alicji – można odnaleźć na wielu obrazach olejnych. Jej także artystka poświęciła wiele rysunków ołówkiem i piórkiem. Z kolei obraz olejny „Twarze” dedykowany jest członkom rodziny, w tym w hołdzie poległym 5 sierpnia 1944 roku w trakcie rzezi Woli w czasie powstania warszawskiego (Janinie, Józefowi, Irenie, Wandzie, Jerzemu, Jerzemu juniorowi, Januszowi juniorowi Wieczorkom i wujowi ks. Romanowi Ciesiołkowiczowi, rezydentowi kościoła św. Stanisława Biskupa – rozstrzelanego 8 sierpnia 1944 roku za pomoc udzielaną mieszkańcom Woli), a także wujowi Stanisławowi Ciesiołkiewiczowi, nauczycielowi, żołnierzowi Związku Walki Zbrojnej i Armii Krajowej, zamordowanemu 19 września 1942 roku w KL Mauthausen-Gusen
Piętno na jej twórczości wywarła ciężka choroba przebyta w dzieciństwie. W jej pracach można odnaleźć zarówno smutek i ból, jak również radość życia; radość z powrotu do zdrowia. Nigdy jednak nie mogła zapomnieć o doznanym jako dziecko – przez błąd medyczny – cierpieniu.

## Podsumowanie twórczości
W jej twórczości dominował rysunek ołówkiem, rysunek piórkiem, gwasz, akwarela, a najczęściej techniki mieszane. O swoim stylu mówiła, iż nasuwa się jej analogia do japońskich wierszy haiku. Rzadko nadawała swoim pracom tytuły, zostawiając odbiorcom swobodę ich interpretacji. Większości prac nie sygnowała – tworzyła bowiem w zasadzie wyłącznie dla siebie i dla swoich bliskich.